# Wolcottville
Wolcottville – miasto w Stanach Zjednoczonych, w stanie Indiana, w hrabstwie Noble.